# Zénith (Automarke)
Zénith war eine französische Automarke.

## Unternehmensgeschichte
Das Unternehmen M. Arnaud aus Forcalquier begann 1910 mit der Produktion von Automobilen, die als Zénith vermarktet wurden. Im selben Jahr endete die Produktion bereits wieder.

## Fahrzeuge
Das einzige Modell 8 CV war ein Kleinwagen. Für den Antrieb sorgte ein Einzylindermotor. Besonderheit war ein Friktions- bzw. Reibradgetriebe.